# Protorothyris
Il protorotiride (gen. Protorothyris) è un rettile estinto, appartenente ai protorotirididi. Visse nel Permiano inferiore (circa 299 - 292 milioni di anni fa) e i suoi resti fossili sono stati ritrovati in Nordamerica (Texas e Virginia Occidentale).

## Descrizione
Questo animale, simile a una lucertola, poteva raggiungere una lunghezza di circa 30 centimetri. Il cranio era di grandi dimensioni rispetto al corpo, soprattutto se confrontato con quello di altri rettili primitivi come Coelostegus. I denti erano piccoli e aguzzi, anche se era presente un grande dente simile a un canino nella parte anteriore dell'osso mascellare. L'osso tabulare non era in stretto contatto con l'osso squamoso. Lo scapolarcoracoide era ben ossificato, a indicare una notevole capacità di locomozione terrestre. Le zampe erano snelle, mentre il petto era largo il doppio della pelvi.

## Classificazione
Protorothyris è stato descritto per la prima volta nel 1937, quando Llewellyn Ivor Price classificò un cranio fossile proveniente dalla formazione di Archer City, nel sito di Cottonwood Creek in Texas, come Protorothyris archeri. Altri resti, provenienti tutti dalla medesima formazione e comprendenti parti di scheletro, furono attribuiti a questa specie. Una seconda specie, P. morani, venne inizialmente descritta da Alfred Sherwood Romer come un genere a sé stante, Melanothyris. Questa specie, nota per un cranio, proviene dal sito di Blackville, nella formazione Washington del West Virginia. Solo una ridescrizione del materiale operata da Clark e Carroll nel 1973 permise di classificare la specie all'interno del genere Protorothyris.
Protorothyris fu inizialmente considerato parte di una sequenza evolutiva di rettili primitivi che, partendo da questo animale, si svilupparono nei generi Romeria e infine Captorhinus. Attualmente, questi ultimi due generi sono considerati parte di un gruppo di rettili noti come captorinidi, considerati più basali, mentre Protorothyris dà il nome al gruppo dei protorotirididi (considerato comunque parafiletico), vicino all'origine dei diapsidi.